# Снєгірьов Герасим Ігорович

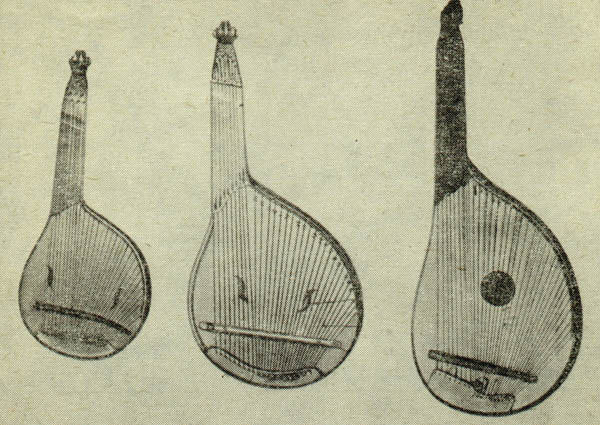
Оркестрові бандури харківського типу

Семен Петрович Снігірьов  (іноді подають Герасим Ігорович) (помер 1955 року) — харківський майстер музичних інстурментів, відомий за виробництво народних інструментів. Лауреат багатьох конкурсів майстрів музичних інструментів. (Москва, Київ)
Відомий як виробник оркестрового сімейства домр та балалайок,7 струнні гітари та інших висикоякісних концертних інструментів. 
В 1920-их роках також робив бандури різної конструкції. Для Івана Бондаренка зробив діатонічну бандуру а потім нові стандартні харківські бандури по конструкції Леоніда Гайдамаки  та Гната Хоткевича.

## Учні
О.С.Горгуль, І.Круговий

## Бандури
Бандура С. П. Снігірьова зберігається в Музеї театрального мистецтва в Києво-Печерській лаврі.
- 170. Бандура. 1940-і рр. Майстер С. Снігірьов. Звукоряд хроматичний, 9 басів, 12 приструнків; резонаторний отвір у вигляді шестипелюсткової квітки. Довж. 100. №2890.